# Cao Trừng
Cao Trừng (tiếng Trung: 高澄; bính âm: Gāo Chéng, 521–549), tên tự Tử Huệ (子惠), hiệu Bột Hải Văn Tương vương (勃海文襄王), sau này được triều Bắc Tề truy thụy hiệu Văn Tương hoàng đế (文襄皇帝) cùng miếu hiệu Thế Tông (世宗), là đại thừa tướng của triều Đông Ngụy trong lịch sử Trung Quốc. Ông là con trai trưởng của Cao Hoan, và do cha nắm giữ quyền cai trị thực thế trong thời gian Hiếu Tĩnh Đế trị vì, quyền lực của Cao Trừng cũng ngày càng lớn, và ông trở thành người cai trị trên thực tế của đế quốc sau khi cha qua đời vào năm 547. Ông được đánh giá là người tài giỏi song phù phiếm và kiêu ngạo, cũng như thiếu thận trọng trong vấn đề quan hệ nam nữ. Năm 549, ông bị đầy tớ là Lan Kinh ám sát, và em trai ông Cao Dương tiếp quản quyền kiểm soát Đông Ngụy.

## Bối cảnh
Cao Trừng sinh năm 521, lúc đó cha ông là Cao Hoan vẫn là một người chạy dịch trạm chuyển văn thư giữa kinh đô Lạc Dương và cố đô Bình Thành (平城, nay thuộc Đại Đồng, Sơn Tây) của Bắc Ngụy. Mẹ ông là Lâu Chiêu Quân, bà xuất thân trong một gia đình giàu có, song gia đình Cao Hoan lại nghèo túng. Năm 525, Cao Hoan tham gia vào cuộc khởi nghĩa nông dân do Đỗ Lạc Chu lãnh đạo. Sau đó, Cao Hoan cho rằng Đỗ Lạc Chu không phải là một lãnh tụ thành công nên đã tìm cách đào tẩu khỏi doanh trại của Đỗ Lạc Chu cùng với các cộng sự Úy Cảnh (尉景), Đoàn Vinh (段榮), và Thái Tuyển (蔡雋). Lâu thị cùng Cao Trừng và một người con gái cũng chạy trốn bằng cách cưỡi một con bò. Trong cuộc đào tẩu này, Cao Trừng đã nhiều lần rơi khỏi lưng bò, vì thế Cao Hoan từng tính đến chuyện dùng tên giết chết Cao Trừng, song Đoàn Vinh đã cứu giúp ông. Đến năm 531, khi đã là một tướng của Bắc Ngụy, Cao Hoan nổi dậy chống lại gia tộc Nhĩ Chu Vinh vốn kiểm soát nền chính trị của đế quốc. Khi một lãnh đạo khởi nghĩa nông dân, cũng là một họ hàng rất xa của Cao Hoan, là Cao Ngao Tào (高敖曹) từ chối đi theo Cao Hoan, Cao Hoan đã cử Cao Trừng đến viếng thăm Cao Ngao Tào và thể hiện sự kính trọng với người này, thuyết phục Cao Ngao Tào về sự thành thật của Cao Hoan.

## Phụng sự cho phụ thân
Cao Hoan đánh bại gia tộc Nhĩ Chu vào năm 532 và tiến vào kinh thành Lạc Dương, ông ta lập Bình Dương vương Nguyên Tu làm hoàng đế, tức Hiếu Vũ Đế. Do phụ thân giành được thắng lợi, Cao Trừng lúc này mới 11 tuổi song đã nhận được các chức tước cao cấp, song ông không phải chịu trách nhiệm trên thực tế trong cả việc triều chính và quân sự. Cùng với việc phụ thân được phong làm Bột Hải vương, Cao Trừng do là con trưởng nên cũng được ban tước là Bột Hải vương thế tử.
Năm 534, Hiếu Vũ Đế do tranh chấp quyền lực với Cao Hoan nên đã chạy trốn sang lãnh địa của tướng Vũ Văn Thái, dẫn đến việc triều Bắc Ngụy phân liệt, khi đó Cao Hoan đã lập Thanh Hà vương thế tử Nguyên Thiện Kiến làm hoàng đế, tức Hiếu Tĩnh Đế. Các khu vực nằm dưới quyền kiểm soát của Cao Hoan được gọi là Đông Ngụy, còn các khu vực nằm dưới quyền kiểm soát của họ Vũ Văn được gọi là Tây Ngụy. Cao Hoan đã cho chuyển kinh đô Đông Ngụy về Nghiệp thành.
Năm 535, Cao Hoan khám phá ra chuyện tình giữa người thiếp Trịnh Đại Xa (鄭大車) và con trai Cao Trừng. Trong cơn giận dữ, Cao Hoan đã quất Cao Trừng 100 phát roi rồi cho bắt giam. Cao Hoan cũng đã nghiêm túc xem xét đến việc lập con trai khác với người thiếp Nhĩ Chu Anh Nga (con gái của Nhĩ Chu Vinh) là Cao Du (高浟) làm vương thế tử thay thế Cao Trừng. Cao Trừng đã cầu cứu sự giúp đỡ từ một người bạn của cha là Tư Mã Tử Như (司馬子如). Người này đã thuyết phục được Cao Hoan thay đổi ý định khi nhắc cho Cao Hoan nhớ lại các đóng góp của Lâu vương hậu, và sau đó cũng buộc các nhân chứng về chuyện tình giữa Cao Trừng và Trịnh Đại Xa phải rút lại lời khai. Tuy nhiên, Cao Trừng bị buộc phải liên tục cúi đầu và bò trên mặt đất để cầu xin Cao Hoan tha thứ, cuối cùng Cao Hoan đã quyết định vẫn để Cao Trừng làm vương thế tử.
Năm 536, Cao Trừng lúc này đã 15 tuổi và khi đó ở cùng với cha tại trụ sở quân sự tại Tấn Dương, song ông đã thỉnh cầu được trấn thủ kinh đô Nghiệp thành. Cao Hoan ban đầu từ chối, song do Tôn Khiên (孫搴) nói giúp cho Cao Trừng nên cuối cùng Cao Hoan đã chấp thuận. Ngay sau dó, Cao Trừng đến Nghiệp thành và nắm quyền kiểm soát chính quyền đế quốc. Ông trở thành một nhà cai trị khắc nghiệt song có khả năng thực thi luật pháp, tương phản với chính sách của cha. Cao Trừng cũng bãi bỏ hệ thống thăng chức dựa trên thâm niên vốn làm cho triều đình trì trệ, tìm kiếm các cá nhân có tài và nhanh chóng thăng chức cho họ.
Trong khoảng thời gian này, Cao Trừng đã kết hôn với em gái của Hiếu Tĩnh Đế là Phùng Dực công chúa. Năm 540, Phùng Dực công chúa hạ sinh một người con trai là Cao Hiếu Uyển (高孝琬). Hoàng đế đã đích thân đến dinh thự của Cao Trừng để chúc mừng, và tất cả các quan lại đều gửi tặng các món quà quý giá. Cao Trừng ban đầu từ chối, nói rằng Cao Hiếu Uyển là ngoại sanh của hoàng đế, vì thế hoàng đế nên được chúc mừng trước tiên, song ông cuối cùng đã chấp thuận.
Năm 543, các hành động của Cao Trừng cùng viên quan phụ chính tin cẩn là Thôi Xiêm (崔暹) đã khiến tướng Cao Trọng Mật (高仲密) làm phản. Cao Trọng Mật từng kết hôn với em gái của Thôi Xiêm song sau lại bỏ rơi bà, điều này dẫn đến hận thù giữa Cao Trọng Mật và Thôi Xiêm. Thêm vào đó, trong một lần, Cao Trừng đã ấn tượng với vẻ đẹp của vợ chính mới của Cao Trọng Mật là Lý Xương Nghi (李昌儀) khi trông thấy bà, và cố gắng cưỡng hiếp bà. Tuy nhiên, Lý thị đã chạy thoát và kể lại sự việc cho Cao Trọng Mật. Do đó, khi Cao Trọng Mật trở thành thứ sử của Bắc Dự châu (北豫州, nay gần tương ứng với Trịnh Châu, Hà Nam), ông đã dâng trọng trấn Hổ Lao (虎牢)- thủ phủ của Bắc Dự châu, cho Tây Ngụy. Cao Hoan đổ tội cho Thôi Xiêm về hành động phản loạn của Cao Trọng Mật. Ban đầu Cao Hoan muốn giết Thôi Xiêm hoặc ít nhất là phạt roi thật nặng. Tuy nhiên, Cao Trừng đã thuyết phục cha thông qua Trần Nguyên Đạt (陳元達, trợ thủ của Cao Hoan) rằng việc trừng phạt Thôi Xiêm sẽ khiến quyền lực của Cao Trừng bị suy yếu, vì thế Cao Hoan đã không bao giờ trừng phạt Thôi Xiêm. Trong các trận chiến sau đó nhằm tranh giành quyền kiểm soát khu vực Hổ Lao và Lạc Dương, cả Vũ Văn Thái và Cao Hoan đều hao tổn lực lượng. Sau khi quân Đông Ngụy chiếm được Hổ Lao trong cùng năm, và Lý thị được đưa đến Nghiệp thành, Cao Trừng đã lập bà làm thiếp.
Năm 544, do tin rằng các quan gồm Tư Mã Tử Như, Tôn Đằng (孫騰), Cao Nhạc và Cao Long Chi (高隆之) đang trở thành những nhân vật có quyền thế lớn và hủ bại, Cao Hoan đã quyết định chuyển giao nhiều trọng trách lớn trong chính quyền của những người này sang cho Cao Trừng. Cao Trừng càng thể hiện sức mạnh của mình khi đối xử một cách hống hách đối với các quan lại đó. Giả dụ như khi Tôn Đằng đến chỗ Cao Trừng và thể hiện sự thiếu tôn trọng, Cao Trừng đã cho lính canh quăng Tôn Đằng xuống nền và đánh người này bằng cán kiếm. Cao Trừng cũng phong trợ thủ Thôi Quý Thư (崔季舒) của mình làm tổng giám cho Hiếu Tĩnh Đế, canh trừng vị hoàng đế bù nhìn này.
Sang năm 544, Cao Trừng muốn dẹp bỏ hủ bại trong chính quyền Đông Ngụy nên đã trao quyền cho Thôi Xiêm và Tống Du Đạo (宋遊道) tiến hành điều tra tội tham ô của các quan lại cao cấp. Cả Thôi Xiêm và Tống Du Đạo đều đưa ra một số lời buộc tội và kết quả là Cao Trừng đã tước bỏ toàn bộ tước hiệu và chức quan của Tư Mã Tử Như và tước bỏ chức quan của Hàm Dương vương Nguyên Thản (元坦). Để thể hiện rằng Thôi Xiêm được trao quyền để tiến hành điều tra, Cao Trừng đã lệnh cho Thôi Xiêm phải cố tình thể hiện sự bất kính với mình ở nơi công cộng mà không phải chịu trừng phạt, do đó các quan lại càng trở nên e sợ Thôi Xiêm.
Cuối năm 546, Cao Hoan lâm bệnh trọng và ông ta đã cho triệu Cao Trừng đến Tấn Dương để giao phó những công việc quan trọng. Vào thời điểm đó, Cao Trừng lo sợ rằng tướng Hầu Cảnh (người trấn thủ các châu ở bờ nam Hoàng Hà) sẽ làm phản, vì thế Cao Hoan đã trao cho kì tử danh sách các quan lại mà ông có thể tin cậy, và chỉ dẫn rằng hãy phái Mộ Dung Thiệu Tông dẫn quân đi đánh Hầu Cảnh nếu người này thật sự làm phản. Cao Hoan qua đời vào mùa xuân năm 547, song do làm theo lời chỉ dẫn của phụ thân, Cao Trừng đã không công khai thông báo về sự việc này; thay vào đó, ông trở về Nghiệp thành, giả bộ rằng Cao Hoan vẫn còn sống.

## Làm nhiếp chính
Cũng vào mùa xuân năm 547, do cho rằng Cao Hoan đã chết, Hầu Cảnh nổi dậy, ban đầu đem 13 châu do mình kiểm soát gồm: Dự, Quảng, Toánh, Lạc, Dương, Tây Dương, Đông Kinh, Bắc Kinh, Tương, Đông Dự, Nam Duyện, Tây Duyện và Tề đầu hàng Tây Ngụy, và sau đó là đầu hàng nhà Lương. Cao Trừng ban đầu cử Hàn Quỹ (韓軌) đi đánh Hầu Cảnh, Hàn Quỹ đã giành được một số lợi thế trước quân của Hầu Cảnh, tuy nhiên đã buộc phải triệt thoái khi quân Tây Ngụy kéo đến. Hầu Cảnh đã phải mất 4 châu cho Tây Ngụy để đổi lấy sự ủng hộ này. Sau đó, Hầu Cảnh tuyệt giao với Tây Ngụy, quân Tây Ngụy vì thế đã triệt thoái. Trong khi đó, Lương Vũ Đế đã ủy nhiệm cho cháu là Trinh Dương hầu Tiêu Uyên Minh đem một đội quân lớn đến trợ giúp cho Hầu Cảnh. Cao Trừng cuối cùng đã tiết lộ về việc cha qua đời, giao trọng trách phụ trách quân đội cho Mộ Dung Thiệu Tông. Ông cũng đã đề nghị hòa đàm với Hầu Cảnh, hứa sẽ để Hầu Cảnh làm chủ các châu phía nam nếu người này chịu quy phục, tuy nhiên Hầu Cảnh từ chối.
Lúc này, Cao Trừng cũng phải đương đầu với một mối đe dọa từ bên trong. Sau khi phụ thân qua đời, Cao Trừng bắt đầu thể hiện sự coi thường với Ngụy Hiếu Tĩnh Đế và trong một lần, khi Hiếu Tĩnh Đế trách mắng Cao Trừng vì tội bất kính nơi công cộng, Cao Trừng đã lệnh cho Thôi Quý Thư đấm Hiếu Tĩnh Đế ba phát. Hiếu Tĩnh Đế lo sợ về viễn cảnh của mình sau này nên đã lập mưu chống lại Cao Trừng. Vào mùa đông năm 547, âm mưu bị phát giác, Cao Trừng cho bắt giữ Hiếu Tĩnh Đế và hành quyết những đồng mưu của hoàng đế.
Cũng vào năm 547, Mộ Dung Thiệu Tông đè bẹp quân của Tiêu Uyên Minh ở Hàn Sơn (寒山, nay thuộc Từ Châu, Giang Tô), bắt được Tiêu Uyên Minh. Khi Tiêu Uyên Minh được giải đến chỗ Cao Trừng, ông ta đã được Cao Trừng đối đãi một cách tôn trọng, lý do là vì Cao Trừng có ý dùng Tiêu Uyên Minh làm một quân cờ để chống lại Hầu Cảnh. Sang mùa xuân năm 548, Mộ Dung Thiệu Tông tiêu diệt đội quân của Hầu Cảnh, bản thân Hầu Cảnh phải chạy trốn sang Lương, lấy thành Thọ Dương (壽陽, nay thuộc Lục An, An Huy) ở vùng biên giới của Lương làm căn cứ cho các hoạt động của mình. Cao Trừng sau đó bắt đầu điều đình hòa bình với Lương Vũ Đế, có ý nhằm tạo ra bất ổn trong mối quan hệ giữa Vũ Đế và Hầu Cảnh. Cuối cùng, Hầu Cảnh tin rằng mình sẽ bị Vũ Đế phụ và rồi sẽ bị đưa về Đông Ngụy để đổi lấy Tiêu Uyên Minh, vì thế ông ta nổi dậy chống nhà Lương vào mùa thu năm 548. Năm 549, Hầu Cảnh chiếm được kinh thành Kiến Khang của Lương và buộc Lương Vũ Đế và Lương Giản Văn Đế làm bù nhìn. Sau khi Hầu Cảnh giành được thắng lợi này, ông ta có lời đề nghị hòa bình với Cao Trừng, song lần này Cao Trừng không hồi đáp.
Tại Đông Ngụy, Cao Trừng cố gắng tái chiếm các châu mà Hầu Cảnh trao cho Tây Ngụy trước đây. Cũng trong năm 548, ông cử Cao Nhạc và Mộ Dung Thiệu Tông đem quân đi bao vây Trường Xã (長社, nay thuộc Hứa Xương, Hà Nam), song Trường Xã do tướng Vương Tư Chính của Tây Ngụy trấn thủ không phải là nơi có thể đánh chiếm dễ dàng, và trong trận chiến, quân Tây Ngụy đã giết chết Mộ Dung Thiệu Tông và một trọng tướng khác của Đông Ngụy là Lưu Phong Sinh (劉豐生). Vào mùa hè năm 549, Cao Trừng thân chinh đem quân Đông Ngụy đến Trường Xã. Cao Trừng tăng cường bao vây và khiến Trường Xã thất thủ ngay sau đó, ông cũng bắt được Vương Tư Chính và đối đãi một cách tôn trọng với người này. Sau khi Trường Xã thất thủ, quân Tây Ngụy cũng triệt thoái khỏi ba châu khác mà họ chiếm được trước đây, Đông Ngụy vì thế đã tái chiếm được toàn bộ các vùng đất mà Hầu Cảnh từng nắm giữ.

## Bị giết
Trong khi đó, Cao Trừng bắt đầu trao đổi với các cộng sự của mình về việc làm thế nào để có thể đoạt lấy ngai vàng. Vào mùa thu năm 549, ông có mặt trong một cuộc hội đàm với Trần Nguyên Khang (陳元康), Thôi Quý Thư và Dương Âm (楊愔) để thảo luận về các thủ tục của hành động tiếm vị. Một trong các nô bộc phục vụ cho ông là Lan Kinh, người này là con trai của tướng Lương Lan Khâm và trở thành tù binh sau khi bị bắt trong chiến trận. Cao Trừng đã nhiều lần từ chối phóng thích Lan Kinh mặc dù Lan Khâm và Lan Kinh thỉnh cầu nộp tiền chuộc để được phóng thích. Trong buổi hội đàm, Lan Kinh đã dâng một món ăn cho Cao Trừng và những người tham dự khác. Khi Lan Kinh bước ra, Cao Trừng bình rằng "Đêm qua ta nằm mơ thấy tên nô lệ này dùng đao chặt ta, tức thì ta ở trên lưng ngựa nắm lấy hắn mà giết đi!". Lan Kinh tình cờ nghe được câu nói đó nên đã dẫn vài đồng đảng quay vào phòng cùng giết chết Cao Trừng bằng dao, bất chấp nỗ lực ngăn cản của Trần Nguyên Khang. Nhóm Lan Kinh sau đó bị em ông là Cao Dương tiêu diệt.

## Gia đình
- Cha: Cao Hoan,sau được truy tôn miếu hiệu là Cao Tổ, thụy hiệu là Thần Vũ Hoàng Đế
- Mẹ: Lâu Chiêu Quân,sau được truy tôn Thần Vũ Minh Hoàng Hậu
- Vợ:
  - Nguyên công chúa, em gái của Đông Ngụy Hiếu Tĩnh Đế, sau được truy phong là Văn Tương Kính hoàng hậu, mẹ đẻ của Cao Hiếu Uyển.Sau được truy phong Văn Tương Kính Hoàng Hậu
  - Nhuyễn Nhuyễn công chúa (蠕蠕公主), con gái của Sắc Liên Đầu Binh Đậu Phạt khả hãn Uất Cửu Lư A Na Côi của Nhu Nhiên, bà nguyên là vợ chính thứ hai của Cao Hoan, sinh hạ một con gái.
- Vợ lẽ
  - Nguyên Ngọc Nghi (元玉儀), Lang Da công chúa
  - Nguyên Tĩnh nghi (元靜儀), chị của Nguyên Ngọc Nghi, cũng được phong làm công chúa
  - Tống thị
  - Vương thị
  - Trần thị
  - Yên thị
  - Lý Xương Nghi
- Con cái
  - Cao Hiếu Du (高孝瑜), Hà Nam Khang Hiến vương (lập năm 550, bị Bắc Tề Vũ Thành Đế sát hại năm 563), mẹ là Tống thị
  - Cao Hiếu Hành (高孝珩), Quảng Ninh vương (lập năm 560, mất năm 577), mẹ là Vương thị
  - Cao Hiếu Uyển (高孝琬) (sinh năm 541), Hà Gian vương (lập năm 550, bỏ mạng do các vết thương mà Bắc Tề Vũ Thành Đế gây ra vào năm 566), mẹ là Nguyên công chúa
  - Cao Trường Cung (高長恭), Lan Lăng vương (lập năm 560, bị Cao Vĩ hạ độc vào năm 573)
  - Cao Diên Tông (高延宗), An Đức vương (lập năm 555), xưng đế năm 576 (bị Bắc Chu Vũ Đế hành quyết năm 577), mẹ là Trần thị
  - Cao Thiệu Tín (高紹信), Ngư Dương vương (bị Bắc Chu Vũ Đế hành quyết năm 577), mẹ là Yên thị
  - Lạc An công chúa, mẹ là Nguyên công chúa